# Azygophleps regia
Azygophleps regia is een vlinder uit de familie van de Houtboorders (Cossidae). De wetenschappelijke naam van de soort werd voor het eerst gepubliceerd in 1892 door Otto Staudinger.
De soort komt voor in Turkije, Irak, Iran en Pakistan.